# Жвирче
Жвирче (на словенски: Žvirče) е село в Словения, регион Югоизточна Словения, община Жужемберк. Според Националната статистическа служба на Република Словения през 2015 г. селото има 123 жители.